# Osamu Muramacu
Osamu Muramacu (japonsko 村松 修), japonski astronom, * 1949.

## Delo
Muramacu je odkritelj 74-ih asteroidov. Je tudi soodkritelj kometa 147P/Kushida-Muramatsu.
Po njem so poimenovali asteroid 5606 Muramacu (5606 Muramatsu).